# Scirpus orientalis
Scirpus orientalis là loài thực vật có hoa trong họ Cói. Loài này được Ohwi miêu tả khoa học đầu tiên năm 1932.